# 声東撃西
声東撃西（せいとうげきせい）は兵法三十六計の第六計にあたる戦術。「東に声して西を撃つ」の意味。

## 本文
敵志乱萃、不虞、坤下兌上之象、利其不自主而取之
敵の士気が乱れ落ち、判断して行動できていないときは、「坤下兌上」すなわち澤地萃の象である。
敵が統制を失ったのを利用して、勝利を収める。
※澤地萃は澤が地の上にあって決壊が近い様。

## 按語・事例
東で声を発してそちらにいると見せかけ、実際は西を撃つ戦術。陽動作戦の一種。敵に対しては弱小のように見せかけて誘い出し、堅強な兵で迎え撃つ。西に領土を広げようとするなら、まず東に進むのが良い。
後漢末、朱儁が南陽郡の宛で黄巾軍を包囲した際、城の西南で鼓を鳴らさせて黄巾軍を誘い出す一方、朱儁は精兵5千を率いて城の東北を襲い虚に乗じて入城した。
このように、こちらの動きによって敵を翻弄し、相手の防備を崩したところを攻めるのを声東撃西の計と呼ぶ。
ただし、この戦術は統率の取れた相手には通用しない。呉楚七国の乱のとき、漢の周亜夫は城に篭って決して打って出ようとはしなかった。呉兵が東南を攻める動きを見せたときも、周亜夫は西北を守らせた。果たして呉兵は西北より攻めかかってきたが、待ち構えていた漢兵によって撃退された。